# Otto Magnus von Dönhoff

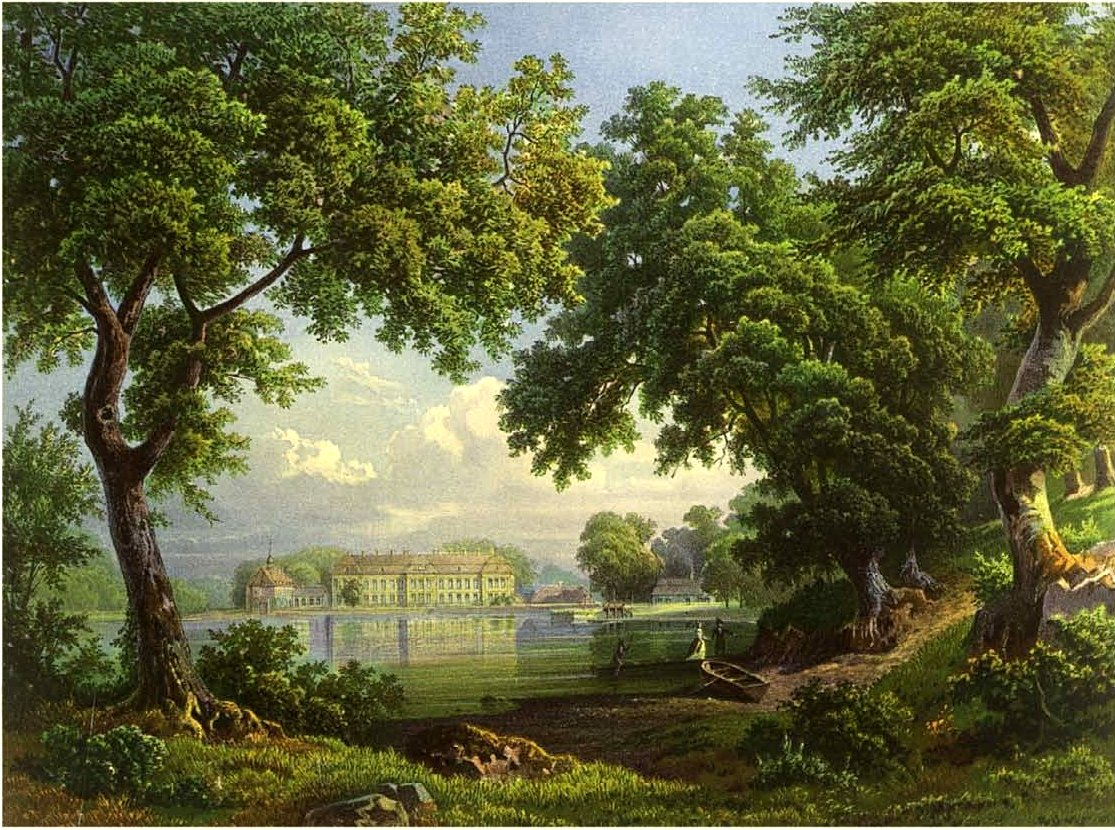
Château de Friedrichstein vers 1857, collection Alexander Duncker

Otto Magnus comte von Dönhoff (né le 18 octobre 1665 à Berlin et mort le 14 décembre 1717 à Berlin) est un lieutenant général et envoyé brandebourgeois-prussien.

## Biographie
Otto Magnus est le fils du comte Friedrich von Dönhoff et de la baronne Eleonore Katharina von Schwerin (de). Il étudie au lycée de Thorn en 1679 et de Posen en 1681. Après avoir voyagé à travers la France et l'Angleterre, il étudie à Leyde en 1684. Il entre ensuite au service du Brandebourg comme son père. Il combat comme capitaine des Grands Mousquetaires dans la guerre de Succession du Palatinat, puis à Neuss, Kaiserswerth et Bonn contre les Français. En 1695, il est blessé à plusieurs reprises lors du siège de Namur. En récompense, il est nommé major et le 10 octobre 1689 lieutenant-colonel des Grands Mousquetaires. Deux années plus tard, le 9 février 1692, il devient colonel dans le régiment de son père (plus tard le 2e régiment d'infanterie prussien), après sa mort il devient commandant du régiment, gouverneur de Memel, actuel chambellan et général de brigade. En 1699, il se rend à Vienne en tant que véritable conseiller privé et envoyé, où l'empereur l'élève au rang de comte impérial. Le 28 décembre de la même année, il devient commissaire général de guerre (de). Le 17 janvier 1701, il est l'un des premiers à recevoir l'Ordre de l'Aigle noir nouvellement créé. En tant qu'opposant au comte Kolbe von Wartenberg, il se retire en grande partie de la cour en 1702. Pendant cette période, il vit à Memel et fait construire le château de Friedrichstein, après quoi la branche qu'il fonde s'appelle Dönhoff-Friedrichstein. Ce n'est qu'après la chute de Wartenberg qu'il peut retrouver le grade de général de division le 8 septembre 1703 et de lieutenant général le 6 janvier 1706. En 1711, le roi le nomme premier envoyé prussien au congrès de la paix d'Utrecht, qui dure jusqu'en 1713. En 1715, il participe à la campagne de Poméranie contre les Suédois (de). Les Brandebourgeois débarquent à Rügen (de), assiègent et conquièrent la ville hanséatique de Stralsund.

## Famille
Le 8 septembre 1701, Otto Magnus von Dönhoff se marie avec Wilhelmine Amalie von Dohna (née le 22 mai 1686 à Stockholm ; † 23 septembre 1757 à Elbing), fille du comte Alexander zu Dohna-Schlobitten, avec qui il a cinq fils et cinq filles. Marion comtesse Dönhoff est une de ses descendantes directes.
- Friedrich (né le 30 septembre 1702 et mort le 24 juillet 1706)
- Charlotte Eleonore Amalia Dorothea (née le 24 septembre 1703 et morte le 16 mars 1762) mariée le 28 mars 1723 Otto von Schwerin (né le 5 juin 1684 et mort le 2 janvier 1755), (fils d'Otto von Schwerin (de) (1645-1705))
- Wilhelm Ludwig (né et mort le 19 août 1705)
- Alexandre Otto (né le 3 août 1707 et mort le 29 août 1707)
- Friedrich (de) (né le 8 décembre 1708 et mort le 29 mars 1769) marié le 8 juin 1740 avec Wilhelmine Sophie von Kameke (de) (née le 24 septembre 1712 et morte le 1er décembre 1758) (fille de Paul Anton von Kameke)
- Philipp Otto (né le 4 mars 1710 et mort le 25 avril 1787 à Quittainen (de))[4],[5],[6] marié le 16 septembre 1742 avec le comtesse Amalia zu Dohna-Schlodien (née le 12 octobre 1723 et morte le 8 mai 1798)
- Luise Eleonore (née le 31 décembre 1712 et morte le 10 mai 1763) mariée le 21 avril 1727 avec Ernst Friedrich Finck von Finckenstein (de) (né le 16 septembre 1698 et mort le 25 juillet 1753)
- Sophie Dorothea (née le 5 mai 1715 et morte le 25 octobre 1778)
- Wilhemine (née le 15 août 1717 et morte le 13 août 1719)